# わし座ファイ星
わし座φ星（わしざファイせい、φ Aquilae、φ Aql）は、わし座にある連星である。見かけの等級は5.28と、肉眼でみることができる明るさである。年周視差をもとに太陽系からの距離を計算すると、約221光年である。

## 星系
わし座φ星は、1920年頃に分光連星であることがわかり、ドミニオン天文台のハーパーが視線速度変化の観測から軌道要素を求めた。わし座φ星は、周期3.32日の円軌道を公転しており、軌道長半径は0.012 au以上と見積もられる。
わし座φ星系の主星は、A型準巨星で、スペクトル型はA1 IVと分類される。ただし、スペクトルエネルギー分布はA1 V型のA型主系列星と合致する、という報告もある。表面の有効温度はおよそ9500 Kで、白く輝くA型星の特徴と合致する。光度は太陽の約29倍で、質量は太陽の2.2倍程度と見積もられる。伴星の方は、質量が太陽のおよそ半分の、M0ないしM1型主系列星と予想される。
21世紀になり、わし座φ星には第2の伴星候補がみつかった。南に約2.8秒離れた位置にみえ、近赤外線で主星より4、5等暗い。主星との関係はわかっていないが、連星であるとするならば、質量は主星の6分の1程度、軌道長半径は190 au以上、公転周期は1500年以上になるとみられる。

## 特徴
わし座φ星は、化学的には普通の恒星だとみられていたが、詳しく組成を分析すると、A型金属線星であることがわかってきた。太陽組成と比較して、ヘリウムや炭素は欠乏気味だが、チタン、鉄、ストロンチウム、バリウムなどは過剰に存在する。
わし座φ星の空間運動速度は、アルゴ座アソシエーションのものと合致することから、同アソシエーションの一員である可能性が指摘されている。アルゴ座アソシエーションの年齢は、4000万から5000万年であるので、そこに属するとすればわし座φ星の年齢も同程度になるが、一方でわし座φ星の物理量から推定される年齢はおよそ3億年であり、両者は食い違うため、アルゴ座アソシエーションの一員ではない可能性の方が大きいとみられる。